# Thikkody
Thikkody  es una ciudad censal situada en el distrito de Kozhikode en el estado de Kerala (India). Su población es de 27051 habitantes (2011). Se encuentra a 36 km de Kozhikode.

## Demografía
Según el censo de 2011 la población de Thikkody  era de 27051 habitantes, de los cuales 12334 eran hombres y 14717 eran mujeres. Nanmanda tiene una tasa media de alfabetización del 93,64%, inferior a la media estatal del 94%: la alfabetización masculina es del 96,73%, y la alfabetización femenina del 91,12%.